# ستيليوس إيلياديس
ستيليوس إيلياديس (باليونانية: Στέλιος Ηλιάδης)‏ هو لاعب كرة قدم يوناني في مركز الوسط، ولد في 3 يونيو 1986 في سالونيك في اليونان. شارك مع منتخب اليونان تحت 19 سنة لكرة القدم ومنتخب اليونان تحت 21 سنة لكرة القدم. أما مع النوادي، فقد لعب مع نادي إيراكليس ونادي باوك ونادي لوكوموتيف بلوفديف.

## وصلات خارجية
- ستيليوس إيلياديس على موقع قاعدة بيانات كرة القدم.إي يو (الإنجليزية)
- ستيليوس إيلياديس على موقع Soccerway.com (الإنجليزية)